# Armadale (Sutherland)
Armadale (Schots-Gaelisch: Armadal) is een dorp ongeveer 50 kilometer ten westen van Thurso in de Schotse lieutenancy Sutherland in het raadsgebied Highland.